# Sypna sublucida
Sypna sublucida är en fjärilsart som beskrevs av W. Warren 1913. Sypna sublucida ingår i släktet Sypna och familjen nattflyn. Inga underarter finns listade i Catalogue of Life.